# 横向性交

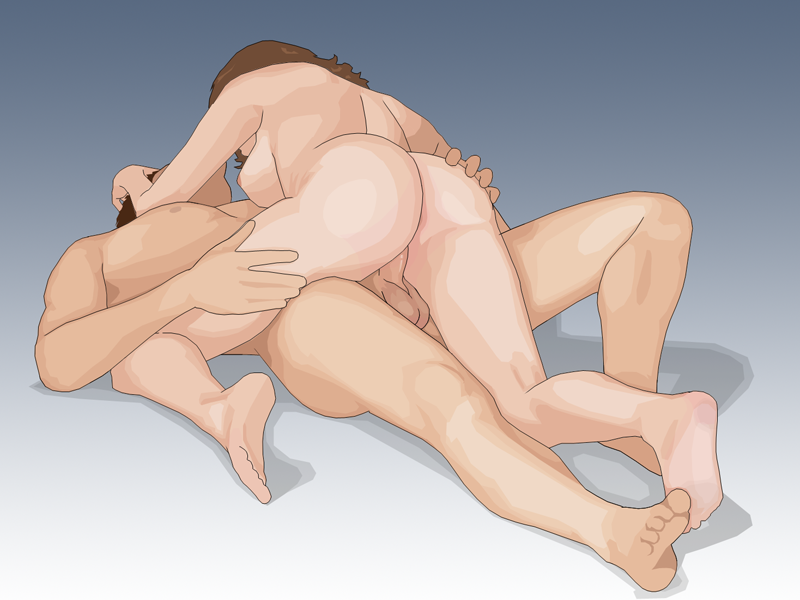
图例

横向性交（英语：Lateral coital position），是马斯特斯和约翰逊在《人类性爱姿势》中描绘的性交姿势。
这种姿势使得双方的双腿都得到了床的支撑 ，除了女人的左腿压在男人的右臀部。男人平躺着，女人则轻轻地向右滚动，双人身体保持大约30°角度。